# Algemene begraafplaats Zutphen

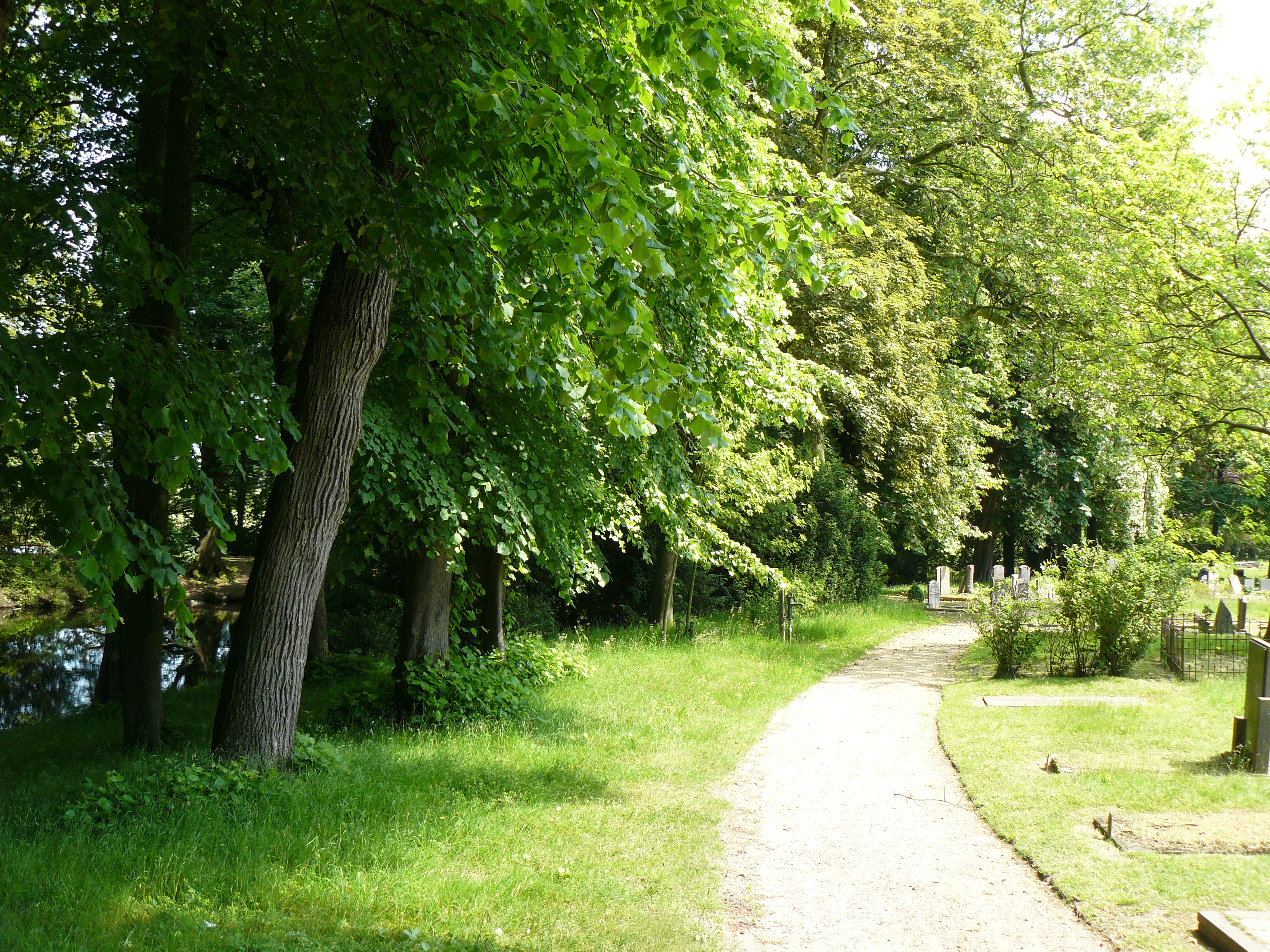
Algemene begraafplaats Zutphen

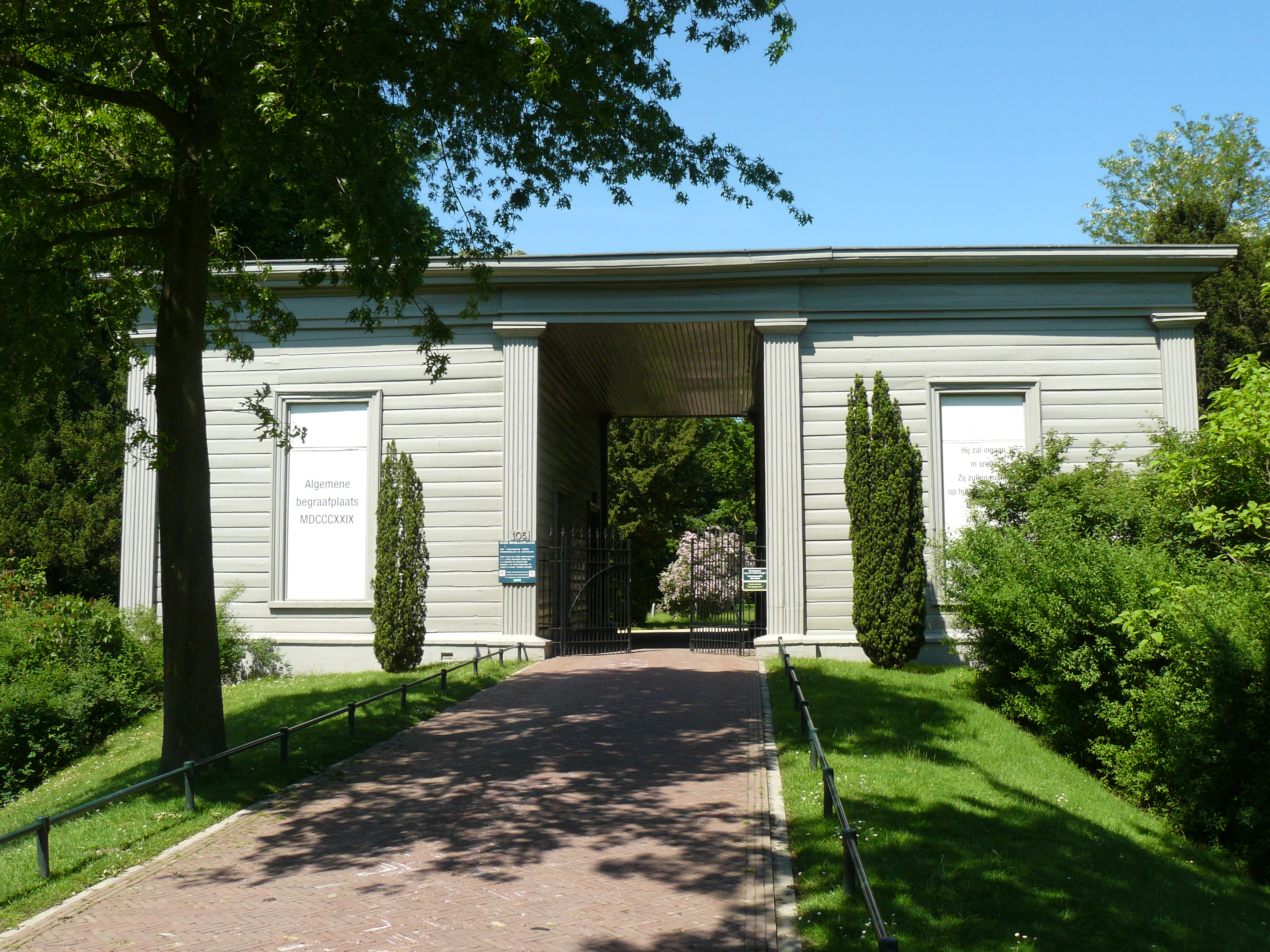
Houten poortgebouw van de Algemene begraafplaats

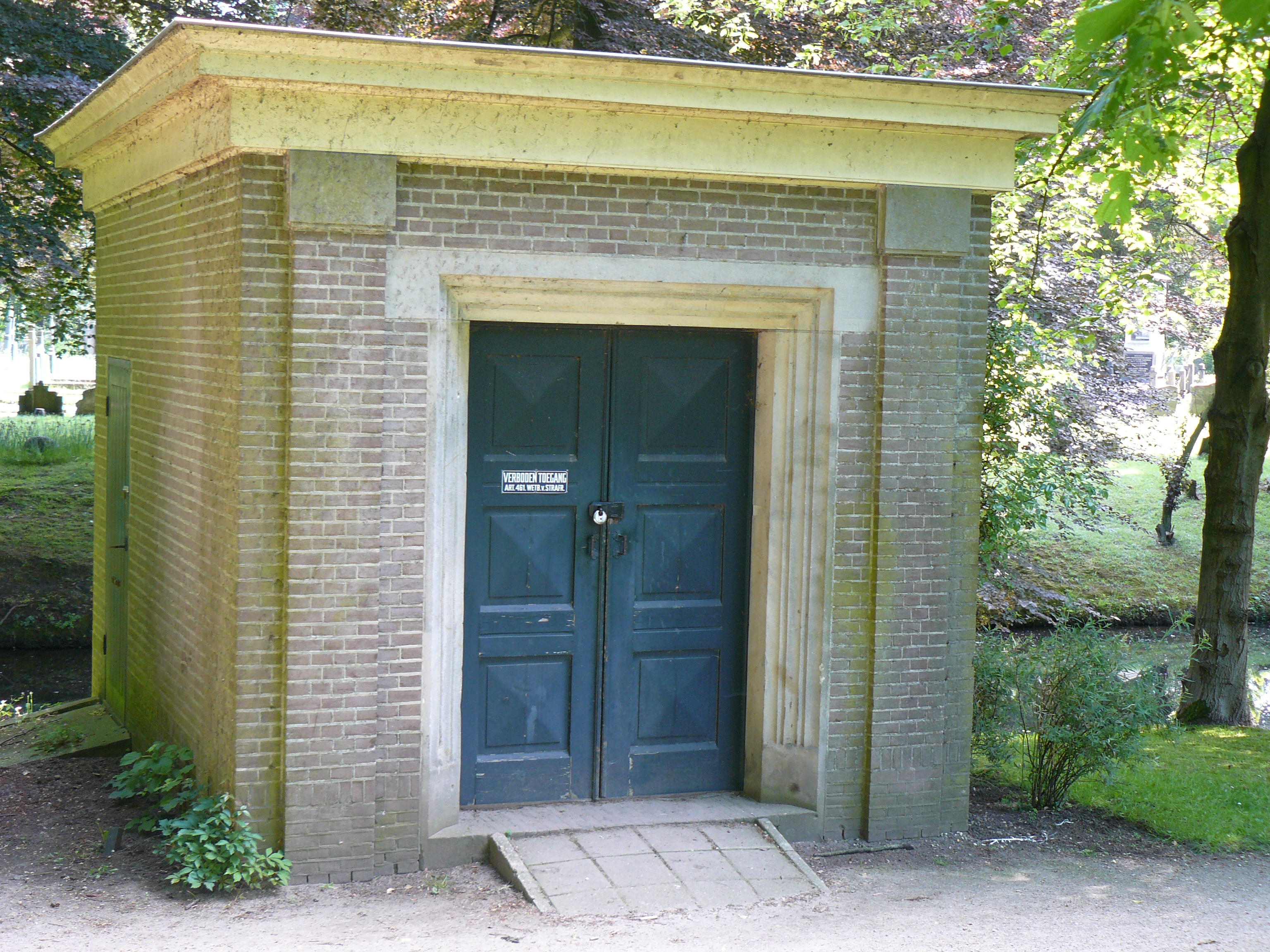
Baarhuisje op de Algemene begraafplaats

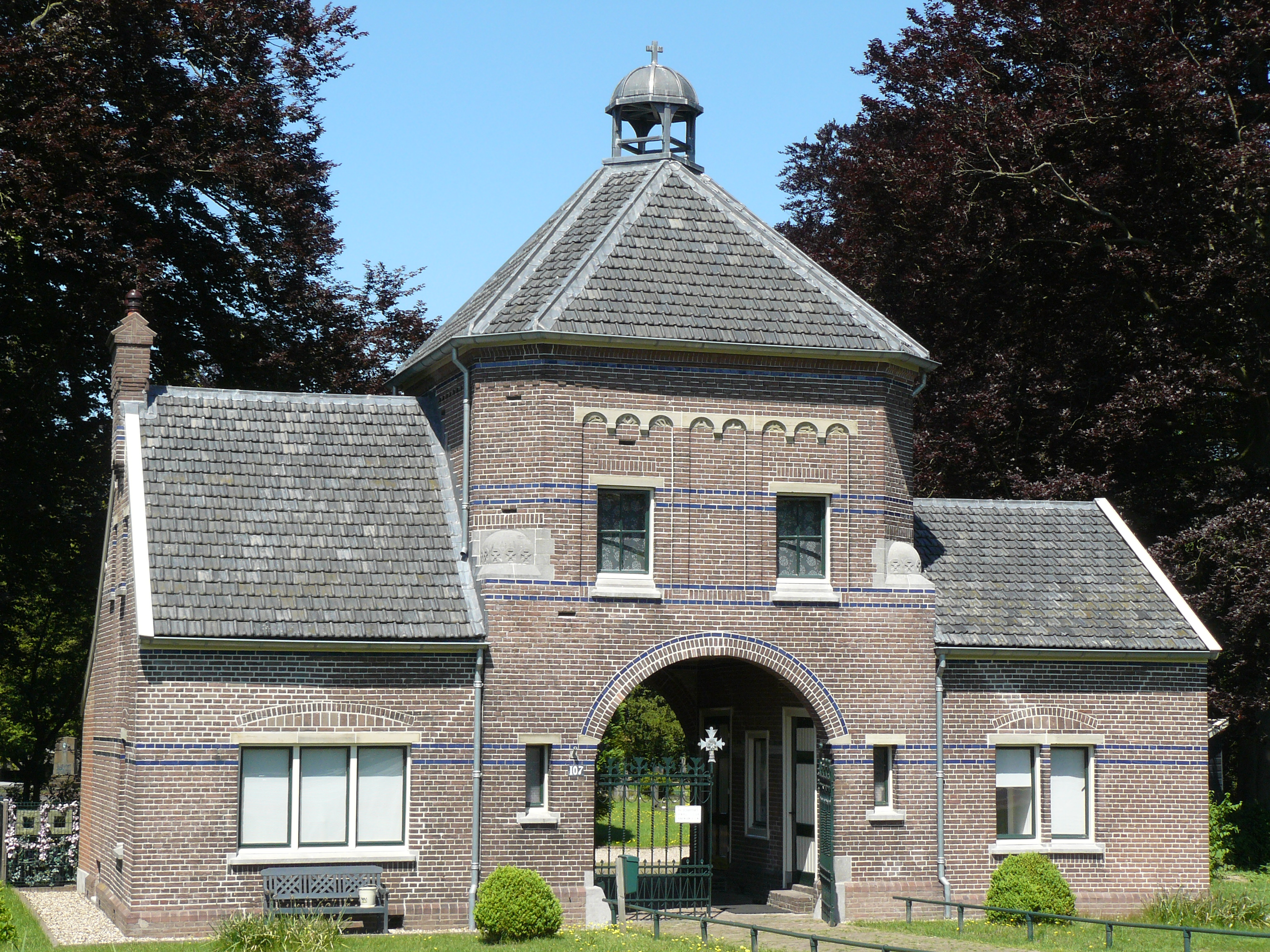
Poortgebouw van de katholieke begraafplaats

De Algemene begraafplaats aan de Warnsveldseweg 105 te Zutphen werd in 1829 aangelegd naar een ontwerp van de Haarlemse landschapsarchitect J.D. Zocher jr.

## Geschiedenis
Op het voormalige kloosterterrein Galileeën ontwierp Zocher in opdracht van het gemeentebestuur van Zutphen in de Engelse landschapsstijl een ruime begraafplaats, omgeven door een gracht. De grond die vrijkwam bij het uitgraven van de gracht, werd gebruikt om het terrein van de begraafplaats op te hogen. De ophoging was noodzakelijk om te voorkomen dat de begraafplaats bij overstroming van de IJssel en de Berkel onder water zou lopen. De ophoging had als bijkomend voordeel dat het terrein licht glooiend gemaakt kon worden, wat het uiterlijk van een landschappelijk park ten goede kwam. Het oostelijke deel van de begraafplaats werd bestemd voor rooms-katholieken, het was door een gracht afgescheiden van de rest en bereikbaar via een dam. In 1902 werd dit katholieke deel verzelfstandigd tot katholieke begraafplaats. In 1933 en 1941 werd de algemene begraafplaats in westelijke richting uitgebreid. De dam als verbinding tussen de algemene en de katholieke begraafplaats kwam na verloop van tijd te vervallen, maar in 2009 werd de verbinding tussen beide begraafplaatsen hersteld door de aanleg van een brug. Dit bruggetje kreeg van de gemeente de grootse naam Galileeënbrug toebedeeld, naar de naam van het voormalige kloosterterrein.

Het terrein telt talrijke fraaie bomen die deels uit de ontwerpfase stammen: hollandse linden, beuken, paardenkastanjes, taxussen, eiken en atlasceders.

## Poortgebouwen
Zocher zelf of de Zutphense stadsarchitect W. Post ontwierp tevens een houten poortgebouw in neoclassicistische stijl met dorische pilasters. In het rechterdeel van het poortgebouw is een kleine aula ondergebracht. Links van de ingang staat op de gevel: Algemene begraafplaats MDCCCXXIX, rechts: Hij zal ingaan / in vrede / Zij zullen rusten / op hunne slaapsteden / een iegelijk / die in zijne / oprechtheid / gewandeld heeft.

Het poortgebouw werd uit hout opgetrokken, omdat er volgens de Kringenwet van 1814 een vrij schootsveld moest bestaan voor het geschut vanuit Zutphen. In geval van oorlog kon een houten gebouw snel neergehaald worden.

In 1902 kreeg het katholieke deel een eigen bakstenen poortgebouw als toegang. Dit gebouw werd in 2008 en 2009 gerestaureerd en tot woning verbouwd.

## Rijksmonumenten
Op de begraafplaats is sprake van vier rijksmonumenten:
- de begraafplaats als geheel, dat wil zeggen zowel het algemene als het katholieke deel: monumentnummer 523397[2];
- het houten poortgebouw dat toegang geeft tot de Algemene begraafplaats: monumentnummer 41464[3];
- het baarhuisje op de Algemene begraafplaats: monumentnummer 523403[4];
- het bakstenen poortgebouw dat toegang geeft tot de katholieke begraafplaats: monumentnummer 523404[5].

## Oorlogsmonumenten
Op de Algemene begraafplaats herinneren drie monumenten aan (slachtoffers van) de Tweede Wereldoorlog.
- Bij de allereerste Dodenherdenking op 4 mei 1946 werd een monument onthuld bij het graf van dertien burgerslachtoffers van een geallieerd bombardement op 14 oktober 1944. Van tien van hen staan de namen op het monument vermeld, drie zijn er onbekend.
- Daarnaast is er een monument ter nagedachtenis van zeven Nederlandse militairen die tussen 10 en 14 mei 1940 bij de inval van het Duitse leger sneuvelden.
- Tot slot is er een grafsteen voor de Nieuw-Zeelandse piloot W.G. Abbott die op 9 september 1944 met zijn vliegtuig door luchtafweergeschut geraakt werd en bij de IJssel neerstortte.

## Bekende Nederlanders die hier begraven zijn
- Thijs Booy (1923-2003), secretaris van prinses Wilhelmina
- Lodewijk Hendrik Nicolaas Bosch van Rosenthal (1884-1953), bestuurder en verzetsman
- Sophie Elisabeth Booy Barones van Randwijck (1923-2009), Eredame in de Huisorde van Oranje
- Allard Pierson (1831-1896), predikant, theoloog, geschied- en taalkundige
- Kees Luesink (1953-2015), wethouder van Zutphen, burgemeester van Doesburg
- Reynoud van Rappard (1936-2023), burgemeester en zoon van slotvoogd Louis Rudolph Jules van Rappard

## Galerij oorlogsmonumenten

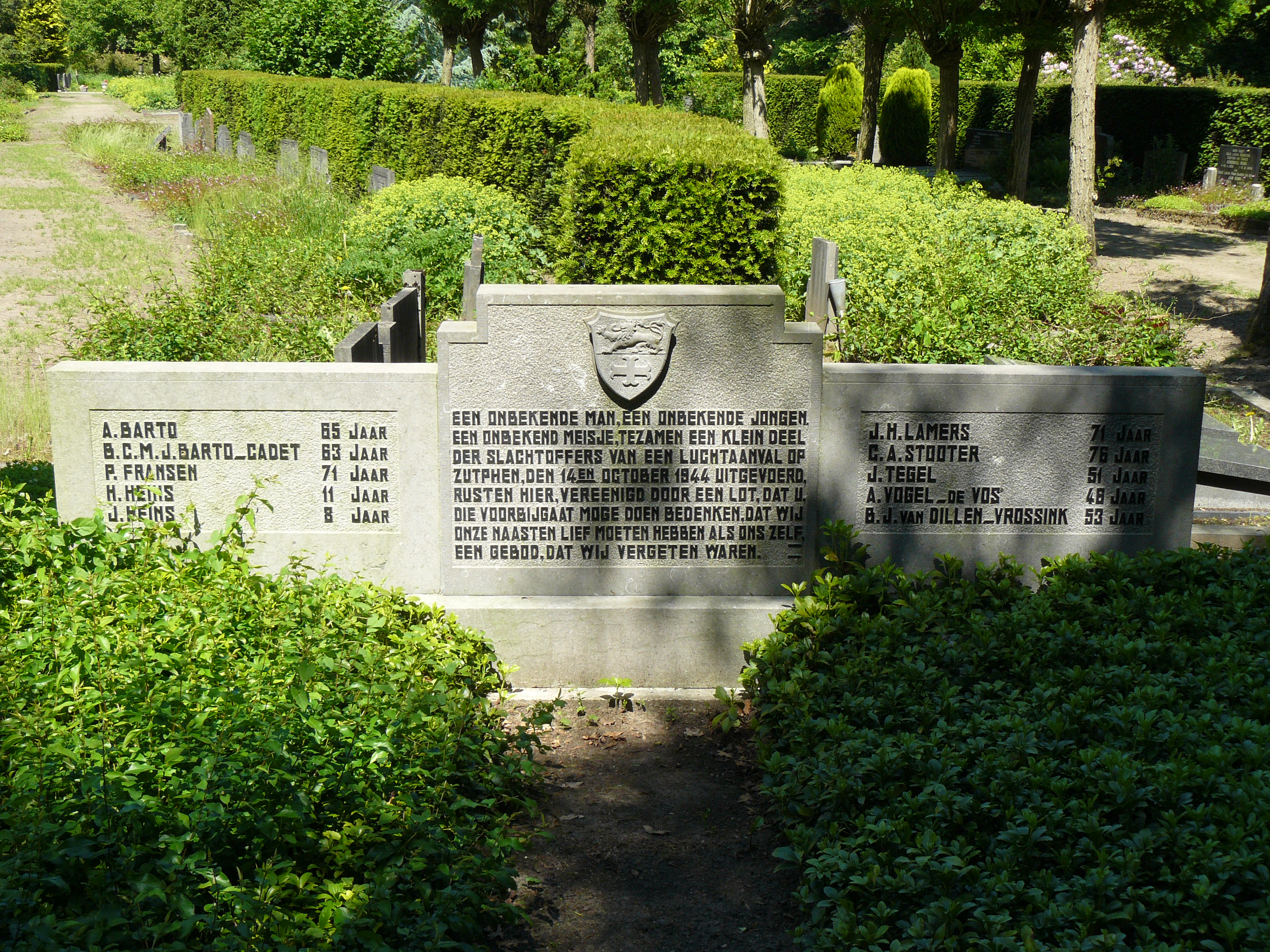
Grafmonument voor dertien burgerslachtoffers van het geallieerde bombardement op Zutphen
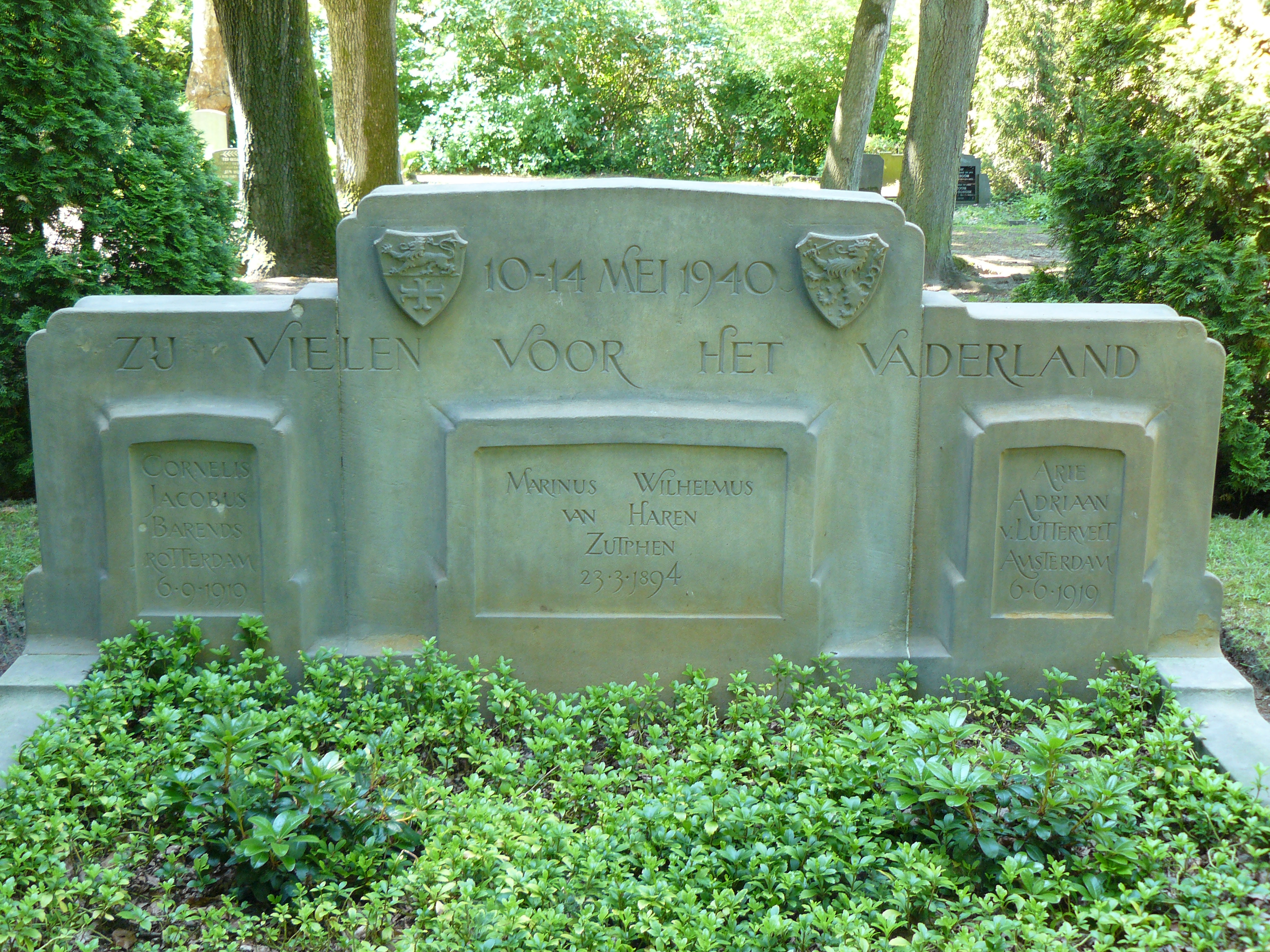
Voorzijde van het monument voor zeven Nederlandse militairen die in de meidagen 1940 sneuvelden
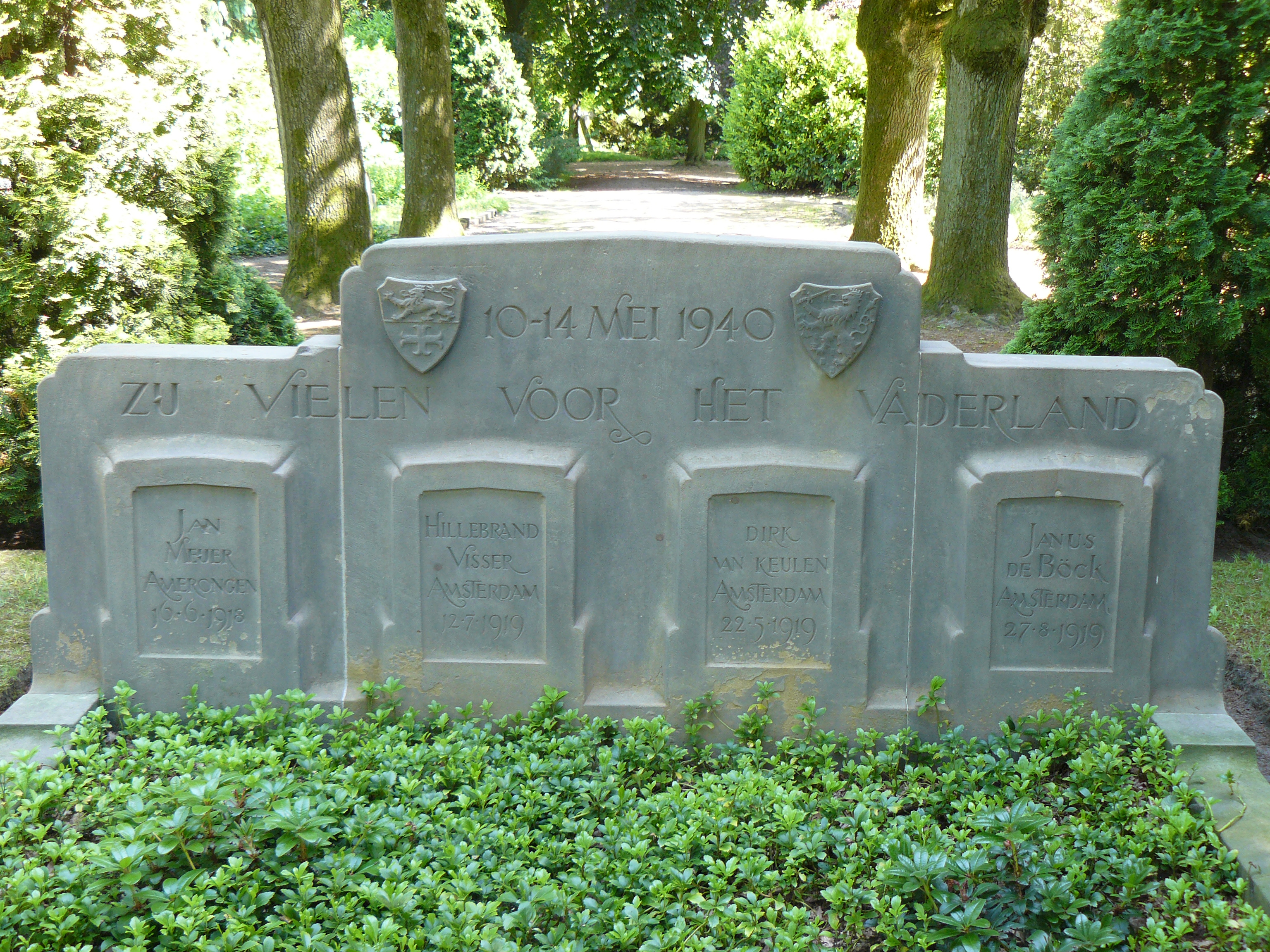
Achterzijde van het monument voor zeven Nederlandse militairen die in de meidagen 1940 sneuvelden
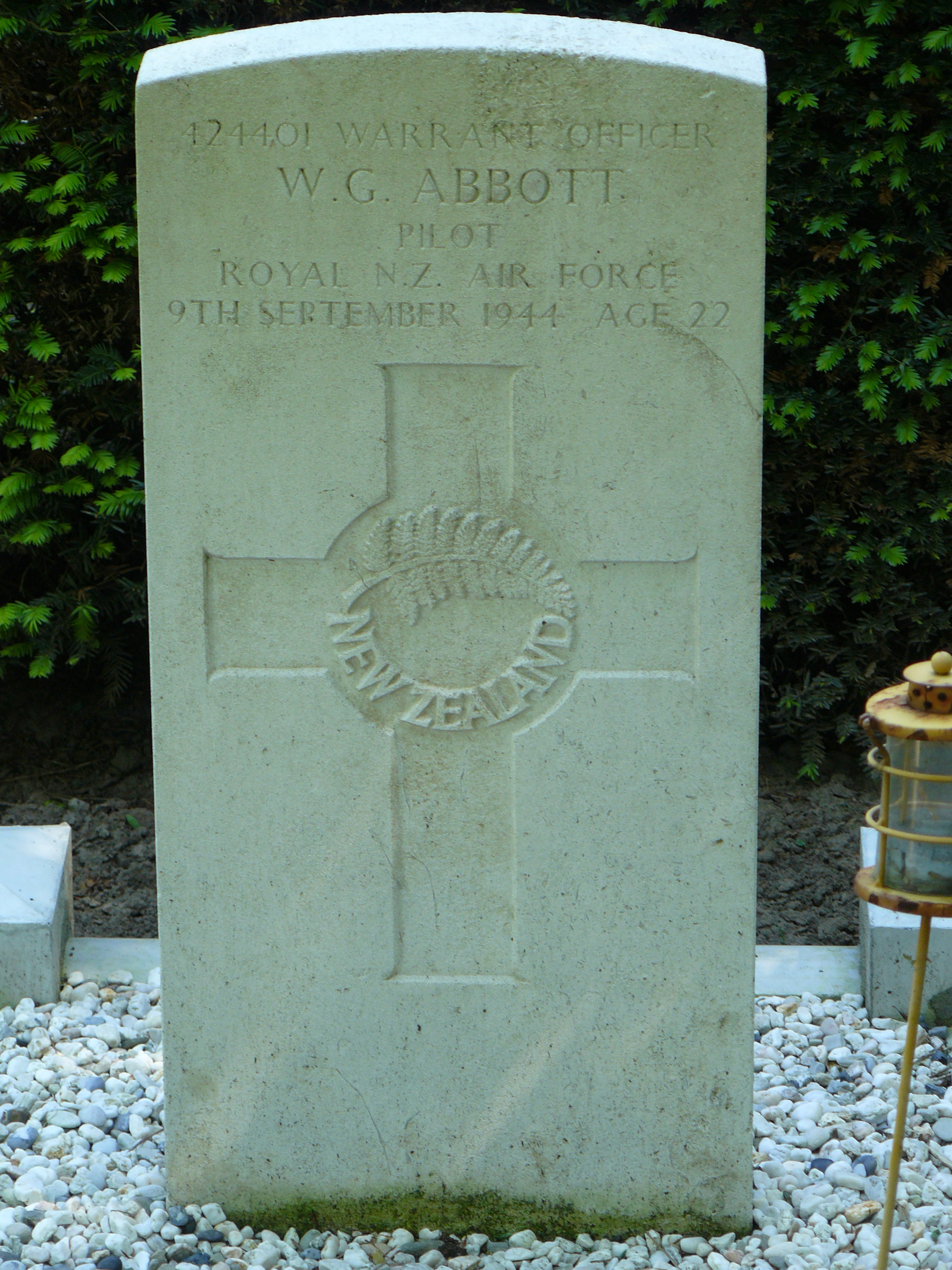
Graf van de Nieuw-Zeelandse piloot W.G. Abbott die op 9 september 1944 in Zutphen neerstortte